# 珍妮特·耶倫
珍妮特·路易丝·耶倫（英語：Janet Louise Yellen，1946年8月13日—），美国犹太裔經濟學家，曾任第78任美国财政部长，以及美國联邦储备委员会主席。美国加州大学伯克利分校经济学教授、哈斯商學院教授。生於美國紐約州布魯克林。任職美國聯儲局副主席前，耶倫曾擔任三藩市聯邦儲備銀行的總裁兼首席執行官，以及總統比爾·克林頓提名出任第十八任美國總統經濟顧問委員會主席。2013年10月9日，總統奧巴馬提名耶倫接替伯南克出任联邦储备委员会主席，2014年2月3日就職，成為聯儲局成立一百年來首位女性主席。2020年12月，总统乔·拜登在就任前宣布提名耶伦担任新一任财政部长，並於2021年1月25日就任，她是美國歷史上首位女性財政部長。。

## 早年生活及學歷
耶倫生於美國紐約布魯克林猶太家庭，她的父親朱利葉·耶倫醫生，最初來自蘇瓦烏基的波蘭小鎮。在位於布魯克林貝伊里奇的漢密爾頓堡高中畢業。1967年，以優等生成績（Summa Cum Laude）獲得彭布羅克學院（1971年併入布朗大學）經濟學士學位；1971年獲耶魯大學經濟學博士學位。

## 職業生涯
1977年，任職聯準會經濟學家，與喬治·阿克洛夫結識。1978年，兩人從聯準會離職並結婚。
1980年，於柏克萊加州大學哈斯商學院從事研究工作，並對全職及兼職工商管理碩士學生任教宏觀經濟學，現為該學院的名譽教授。耶倫曾兩次榮獲柏克萊加州大學哈斯商學院的傑出教學獎。耶倫亦曾於倫敦經濟學院與哈佛大學執教鞭。
由前美國總統比爾·克林頓提名，耶倫曾於1994年至1997年任職美國聯邦儲備委員會委員，1997年至1999任職美國總統經濟顧問委員會主席。2004年6月14日，成為三藩市聯邦儲備銀行行長，於2009年輪任聯邦公開市場委員會（FOMC）委員，對該委員會的財政政策進行投票及討論。華爾街消息普遍認耶倫為通貨膨脹的鴿派，與鷹派的前聖路易斯聯邦儲備銀行行長威廉·普爾形成強烈對比。
2009年7月，於巴拉克·奧巴馬提名本·伯南克留任美國聯邦儲備委員會主席前，外界盛傳耶倫會接替伯南克出任聯儲局主席一職。
根據美國聯邦儲備局於2009年刊登的薪酬數據，耶倫任職三藩市聯邦儲備銀行行長時的年薪為41萬美元；因法津所限，時任美國聯邦儲備委員會主席的伯南克，其年薪19萬9千7百美元被耶倫超越高於一倍。

### 聯儲局副主席

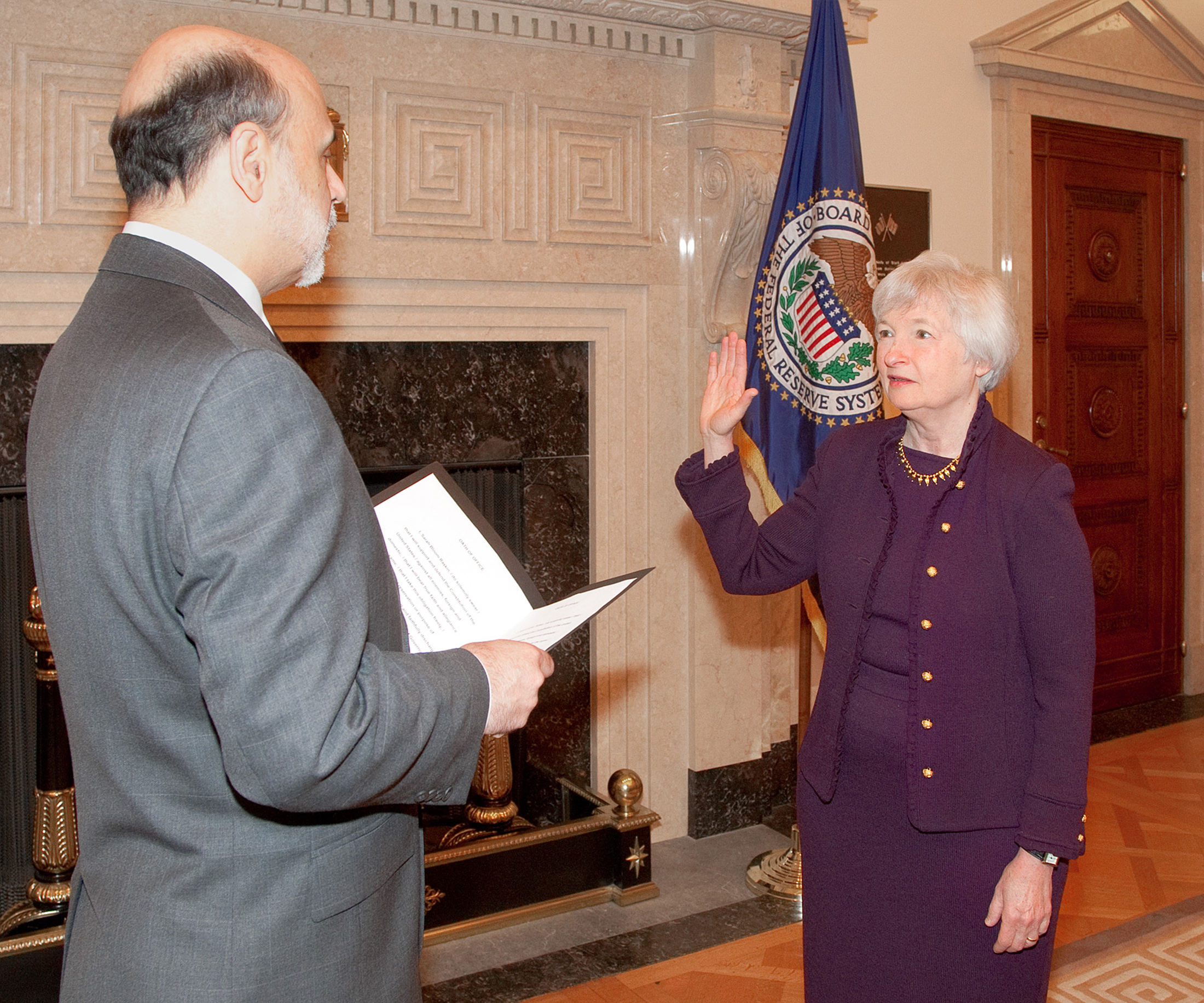
2010年10月，耶倫向時任聯準會主席伯南克宣誓就任副主席。

2010年4月28日，時任美國總統奧巴馬提名耶倫接替唐納德·科恩出任美國聯邦儲備委員會副主席。美國參議院銀行、房屋及城市事務委員會於2010年7月以17票對6票表決通過確認耶倫出任副主席，當時來自共和黨的阿拉巴馬州參議員理查德·謝爾比因認為耶倫偏袒於對付通貨膨脹問題而投下反對票。同時，讓耶倫出任副主席的決定亦使當時來自聖路易斯聯邦儲備銀行的聯邦公開市場委員會（FOMC）委員詹姆斯·布拉德提出「於數年內步90時代日本通縮經濟危機後塵」的言論，令時任聯準會主席的伯南克重新考慮聯邦公開市場委員會（FOMC）內通貨膨脹的鴿派與鷹派分佈。2010年10月4日，耶倫宣誓就任聯準會副主席，任期4年，內定任至2014年10月4日，亦開始其14年的美國聯邦儲備委員會委員任期，內定任至2024年1月31日。
2010年10月11日，耶倫在其就任副主席後的首次演說表示，寬鬆的貨幣政策會為過度冒險的金融體系遺留下火種。

### 联储会主席
2013年10月9日，美国总统奥巴马提名联储会时任副主席珍妮特·耶伦出任下任联储会主席。2014年1月5日，美国参议院通过耶伦的提名。2014年2月3日，耶伦接任联储会主席，成为联储会历史上首任女性主席。

### 财政部长
2023年7月6日至9日，耶伦于财政部长任期内首次访华，这是自2019年以来美国财政部长的首次访华。在此次访问中，她与包括前副总理刘鹤、央行行长易纲、央行副行长潘功胜、财政部长刘昆、副总理何立峰和总理李强在内的多位中国官员进行了会晤。

## 私人生活
耶倫的丈夫為2001年諾貝爾經濟學獎得主及柏克萊加州大學名譽教授喬治·阿克洛夫，两人於1978年結婚。
其子羅伯特·阿克洛夫现在英国华威大学经济系任教。

## 榮譽及獎項
耶伦于1997年获得耶鲁大学的威尔伯十字勋章，1998年获得布朗的荣誉法律博士学位，2000年获得巴德学院荣誉人文文学博士学位。2010年10月，她获得了全国商业经济协会颁发的亚当·斯密奖。

## 历任职务
- 2004–2010 旧金山联邦储备银行总裁兼首席执行官
- 1997–1999 美国总统经济顾问委员会主席
- 1994–1997 联邦储备系统理事会董事会成员
- 1985–2006 加州大学伯克利分校哈斯商学院教授
- 1982–1985 加州大学伯克利分校哈斯商学院副教授
- 1980–1982 加州大学伯克利分校哈斯商学院助理教授
- 1978–1980 伦敦经济及政治科学学院讲师
- 1977–1978 贸易和金融研究组的联邦储备系统理事会董事会国际金融部经济学家
- 1971–1976 哈佛大学经济学系助理教授
- 1974 麻省理工学院研究员

## 曾經擔任的公職及其學歷
- 旧金山联邦储备银行总裁兼首席执行官
- 美国艺术与科学学院院士，2001
- 西方经济学协会副会长 2001
- 耶鲁公司研究员 2000-
- Member, National Academy of Sciences Panel on Ensuring the Best Presidential Science and Technology Appointments, 2000
- Research Associate, National Bureau of Economic Research, 1999-
- Advisory Board, Center for International Political Economy, 1999-
- Advisory Board, Brookings Panel on Economic Activity, 1999
- Chair: Economic Policy Committee of the Organization for Economic Cooperation and Development 1997-1999
- President's Interagency Committee on Women's Business Enterprise (1997)
- Member and adviser: Brookings Panel on Economic Activity (senior advisor); Advisor Panel in Economics, National Science Foundation;
- Advisor: Congressional Budget Office
- Research fellow: Yale University, and Massachusetts Institute of Technology
- Trustee of the Economists for Peace and Security

## 研究成果
- 《失業與勞動力市場》
- 《貨幣與財政政策》
- 《國際貿易與投資政策》

## 外部連結
- 美國三藩市聯邦儲備銀行傳記 （页面存档备份，存于）
- 美國聯邦儲備局傳記 （页面存档备份，存于）

| 官衔                                        | 官衔                             | 官衔                                  |
| ------------------------------------------- | -------------------------------- | ------------------------------------- |
| 前任者： 约瑟夫·斯蒂格利茨                  | 经济顾问委员会主席 1997–1999     | 繼任者： 馬丁·尼爾·貝雷               |
| 前任者： 史蒂芬·梅努欽                      | 美国财政部长 2021–至今           | 現任                                  |
| 政府职务                                    |                                  |                                       |
| 前任者： 韋恩·安格爾                        | 联邦储备委员会委员 1994–1997     | 繼任者： 愛德華·格拉姆利克            |
| 前任者： Robert Parry                       | 旧金山联邦储备银行行长 2004–2010 | 繼任者： 约翰·C·威廉斯                |
| 前任者： 馬克·W·奧爾森                      | 联邦储备委员会委员 2010–2018     | 繼任者： 空缺                         |
| 前任者： 唐纳德·科恩                        | 联邦储备委员会副主席 2010–2014   | 繼任者： 斯坦利·費希爾                |
| 前任者： 本·伯南克                          | 联邦储备委员会主席 2014–2018     | 繼任者： 傑羅姆·鮑威爾                |
| 學術機關職務                                |                                  |                                       |
| 前任者： 本·伯南克                          | 美國經濟學會会长 2020–2021       | 繼任者： 戴維·卡德                    |
| 美國排位名單                                |                                  |                                       |
| 前任者： 史蒂芬·布雷耶 為卸任最高法院大法官 | 美國優先權順序 为美国财政部长    | 繼任者： 劳埃德·奥斯丁 為美国国防部长 |
| 美國總統繼任順序                            |                                  |                                       |
| 前任者： 安東尼·布林肯 為美国国务卿         | 第5位 为美国财政部长             | 繼任者： 劳埃德·奥斯丁 為美国国防部长 |